# Klips ve Onlar
Klips ve Onlar — популярний в 1980-х роках турецький електро-поп-гурт, представники Туреччини на конкурсі пісні Євробачення-1986.
До складу музичного колективу входили Севингюл Бахадир, Ґюр Акад, Емре Тукур, Дер'я Бозкурта і Джандан Ерчетин.
Квінтет був утворений в 1984 році і був одним з небагатьох турецьких колективів, які виконують музику в стилі електро-поп. У 1986 році музиканти виграли національний відбір для участі на майбутньому конкурсі пісні Євробачення. На пісенному фестивалі, що проходив в Бергені (Норвегія) «Klips ve Onlar» виконали пісню «Halley». Раніше, замість Джандан повинна була виступити Седен Култубай, однак з особистих причин вона відмовилася від цього. Виступ виконавців пройшов відносно успішно: з результатом 53 бали вони фінішували дев'ятими. На той момент (і аж до 1997 року) цей результат був найкращим у Туреччини, і це додало нову хвилю популярності колективу.
У 1991 році після концерту в Лондоні гурт розпався.